# رولف نوانلینا
رولف هرمن نوانلینا (Rolf Herman Nevanlinna) (نام خانوادگی قبلی، نئوویوس) (۲۲ اکتبر ۱۹۸۵ – ۲۸ می ۱۹۸۰)، یک ریاضی‌دان فنلاندی بود که کارهای قابل‌توجهی در آنالیز مختلط انجام داد.

## پس‌زمینه
نوانلینا با نام خانوادگی نئوویوس به دنیا آمد، اما پس از این‌که پدرش در ۱۹۰۶ میلادی نام خانوادگی را تغییر داد، نام او به رولف نوانلینا مبدل شد.
خانواده نئوویوس-نوانلینا چندین ریاضی‌دان داشت: ادورد انجیلبرت نئوویوس (پدربزرگ رولف) در یک آکادمی نظامی، ریاضی و توپوگرافی تدریس می‌کرد؛ ادورد رودولف نئوویوس (عموی رولف) از ۱۸۸۳ تا ۱۹۰۰ میلادی در دانشگاه هلسینکی، پروفسور ریاضی بود؛ لارس تئودور نئوویوس-نوانلینا (عموی رولف) نویسنده کتاب‌های درسی ریاضی بود؛ و اُتو ویلیام نئوویوس-نوانلینا (پدر رولف) یک فیزیک‌دان، ستاره‌شناس و ریاضی‌دان بود.
پس از این‌که اُتو دکترای خود را در رشته فیزیک از دانشگاه هلسینکی کسب کرد، در رصدخانه پالکوو با ستاره‌شناس آلمانی به‌نام هرمن رامبرگ به مطالعه پرداخت و با دختر رامبرگ که مارگریت هینریتی لویس رامبرگ نام داشت، در ۱۸۹۲ میلادی ازدواج کرد. اتو و مارگریت در شهر یوئنسو، جاییکه اتو فیزیک تدریس می‌کرد، مسکن گزیدند و چهار فرزند آن‌ها در آن شهر به‌دنیا آمد: فریتیویف (متولد ۱۸۹۴؛ همچنین یک ریاضی‌دان)، رولف (متولد ۱۸۹۵)، آنا (متولد ۱۸۹۶) و ایریک (متولد 1901).

## تحصیلات
نوانلینا آموزش رسمی خود را در سن ۷ سالگی آغاز کرد. چون والدین‌ش از قبل به او خواندن و نوشتن یاد داده بودند، او مستقیماً به کلاس دوم رفت، با این حال او هنوز هم مدرسه را خسته‌کننده یافت و به‌زودی از رفتن به مدرسه خودداری کرد. از این‌رو برای وی مدرسه خانگی فراهم کردند، اما بعداً زمانی که والدینش به هلسینکی نقل مکان نمودند و پدرش در آنجا به یک شغل جدید به عنوان معلم مدرسه عالی هلسینکی گماشته شد، نوانلینا در ۱۹۰۳ میلادی به یک مدرسه گرامر فرستاده شد. نوانلینا در این مدرسه جدید به علاوه زبان‌های که از قبل صحبت می‌کرد (فنلاندی و سوئدی)، به مطالعه زبان‌های فرانسوی و آلمانی پرداخت. او همچنین به یک مدرسه ارکستر رفت و عشقی برای موسیقی داشت که ناشی از تشویق مادرش بود:
مارگریت یک پیانو نواز عالی بود و فریتیویف و رولف در زیر پیانو دراز می‌کشیدند و به نواختن مادرشان گوش می‌دادند. آن‌ها در ۱۳ سالگی به مدرسه ارکستر رفتند و به موسیقی نوازان برجسته مبدل شدند – فیریتیوف در ویلون بزرگ (چلو) و رولف در ویلن. آن‌ها با بلیت رایگانی که از مدرسه ارکستر به‌دست می‌آورند، با آهنگ‌سازان برجسته چون باخ، بتهوون، برامس، شوبرت، شومان، شوپن و لیست (Liszt) همچنین سمفونی‌های اولیه سیبلیوس آشنایی حاصل کرده و عاشق موسیقی آن‌ها شدند. رولف برای نخستین‌بار، پس از این‌که سمفونی سوم سیبلیوس را شنید، با موسیقی او در ۱۹۰۷ میلادی آشنا شد. هرچند وی بعداً با افراد سرشناسی چون هیلبرت، اینشتین، توماس مان و دیگران آشنا شد، اما رولف گفت که هیچ‌کدام به اندازه سیبلیوس بر وی تأثیر قوی نداشتند. بچه‌ها با مادرشان سه نفری آهنگ می‌نواختند و عشق آن‌ها به موسیقی – به‌ویژه موسیقی مجلسی – در تمام زندگی با آن‌ها ماند.
پس از آن، نوانلینا به مدرسه عالی هلسینکی رفت و در آنجا به مطالعه مضمون‌های مورد علاقه‌اش که مطالعات کلاسیک و ریاضیات بود، پرداخت. معلمین زیادی در این مدت به او تدریس نمودند، اما از میان تمامی آن‌ها، بهترین معلم او پدرش بود که به وی فیزیک و ریاضی تدریس کرد. نوانلینا در ۱۹۱۳ میلادی با درجه خوب از مدرسه فارغ شد، هرچند او شاگرد درجه اول آن سال نبود. او در تابستان ۱۹۱۳ از برنامه درسی مدرسه فراتر رفته و معرفی آنالیز بالاتر از ارنست لئونارد لندیلوف را مطالعه نمود؛ از آن زمان به بعد، نوانلینا شوق پرشوری برای آنالیز ریاضی پیدا کرد. (لندیلوف نیز پسر عموی پدر نوانلینا بود و از این‌رو بخشی از خانواده ریاضی نئوویوس-نوانلینا محسوب می‌شد).
نوانلینا تحصیلات خود را در ۱۹۱۳ میلادی در دانشگاه هلسینکی آغاز نموده و مدرک دانشوری خود را در رشته ریاضی در ۱۹۱۷ میلادی کسب کرد. لندیلوف نیز در آن دانشگاه تدریس می‌کرد و نوانلینا بیشتر از او متأثر شد. زمانی که او در دانشگاه مشغول آموزش بود، جنگ اول جهانی داشت شروع می‌شد و نوانلینا می‌خواست تا به گردان ۲۷ام جاگیر بپیوندند، اما والدین‌ش او را قانع کردند تا آموزش خود را ادامه دهد. به هر حال، او در هنگام جنگ سرد فنلند به گارد سفید پیوست، اما هیجان فعال نظامی را ندید. نوانلینا در ۱۹۱۹ میلادی رساله خود را تحت عنوان «مقادیر مقرر توابع حد در نقاط داده شده» (Über beschränkte Funktionen die in gegebenen Punkten vorgeschriebene Werte annehmen) به استاد راهنمای خود، لندیلوف ارایه کرد. رساله وی که در مورد آنالیز مختلط بود، حاوی محتویات بسیار با کیفیت بود و مدرک دکترای تخصصی در ۲ ژوئن ۱۹۱۹ به نوانلینا اعطاء گردید.

## حرفه
زمانی که نوانلینا در سال ۱۹۱۹ مدرک دکترای خود را کسب کرد، هیچ سمت استادی در دانشگاه در دسترس نبود، از این‌رو او معلم مدرسه شد. برادر او، فریتیوف نیز در سال ۱۹۱۸ دکترای خود را گرفته بود، اما او هم نتوانسته بود سمتی استادی در دانشگاه بیاید و از این‌رو به عنوان ریاضی‌دان در یک شرکت بیمه مشغول کار شد. فریتیوف برادر رولف را در این شرکت استخدام کرد و نوانلینا هم‌زمان در این شرکت و مدرسه مشغول کار بود تا زمانی که او در ۱۹۲۲ میلادی به عنوان دکترای ریاضیات در دانشگاه هلسینکی گماشته شد. در این مدت ادموند لانداو با او به تماس شده و از او درخواست کرد تا در دانشگاه گویتنگن مشغول کار شود، اما او نپذیرفت.
پس از گماشته شدن به عنوان دکترای ریاضیات در دانشگاه، او شغل خود در شرکت را ترک کرد اما از شغل معلمی در مدرسه استعفا نداد تا این‌که در سال ۱۹۲۶ او به یک سمت تازه تأسیس پروفسور تمام در دانشگاه گماشته شد. علی‌رغم سنگین بودن حجم کارش، در میان سال‌های ۱۹۲۲ تا ۱۹۲۵ میلادی بود که او آنچه را که بعداً معروف به نظریه نوانلینا معروف شد، توسعه داد.
نوانلینا از ۱۹۴۷ به بعد در دانشگاه زوریخ صاحب کرسی بود، اما پس از این‌که در ۱۹۴۸ میلادی در یک سمت دائمی به عنوان یکی از ۱۲ دانشمند دارای معاش در آکادمی تازه تأسیس فنلاند گماشته شد، کرسی خود را در دانشگاه نیمه-وقت ادامه می‌داد.
مهم‌ترین دستاورد نوانلینا در ریاضی، نظریه توزیع مقادیر توابع مرومورف است. ریشه‌های این نظریه به امیل پیکارد در ۱۸۷۹ برمی‌گردد که می‌گفت، یک تابع غیر-ثابت و دارای مقادیر مختلط که در کل صفحه مختلط تحلیلی است، تمامی مقادیر مختلط را می‌گیرد، به‌جز مقدار ماکسیمم. رولف ناوینلا در همکاری با برادرش در اوایل دهه ۱۹۲۰ میلادی این نظریه را توسعه بخشید تا تابع مرومورف را دربر گیرد، یعنی، توابع در صفحه‌مختلط تحلیلی هستند، به‌جز از نقاط مجزا که در آن سری لوران تابع دارای یک عدد متناهی همراه با توان منفی متغیر است. نظریه توزیع مقادیر نوانلینا یا نظریه نوانلینا در دو قضیه اصلی متبلور شده‌است. از نظر کیفی، اولی می‌گوید که اگر یک مقدار کم‌تر از میانگین متداول فرض شود، پس تابع بیشتر از حد میان‌گین به تابع نزدیک می‌شود. قضیه اصلی دومی که از قضیه اولی مشکل‌تر است به‌طور تخمینی می‌گوید که تعداد مقادیری که تابع کم‌تر از میانگین اختیار می‌کند، نسبتاً اندک اند.
مقاله رولف تحت عنوان Zur Theorie der meromorphen Funktionen که حاوی قضیه‌های اصلی است در ۱۹۲۵ میلادی در ژورنال آکتا متمتیکا چاپ شد. هرمان ویل آن را «یکی از معدود رویدادهای عالی ریاضیاتی در قرن [بیستم] عنوان کرد». نوانلینا این نظریه را به‌طور کامل‌تر در مونوگراف‌های Le théoreme de Picard – Borel et la théorie des fonctions méromorphes (1929) و Eindeutige analytische Funktionen (1936) تشریح می‌کند.
نشریه نوانلینا همچنین یک دسته از توابع را که به نام دسته نوانلینا یا توابع از «نوع کراندار» یاد می‌گردد، شکل می‌دهد.

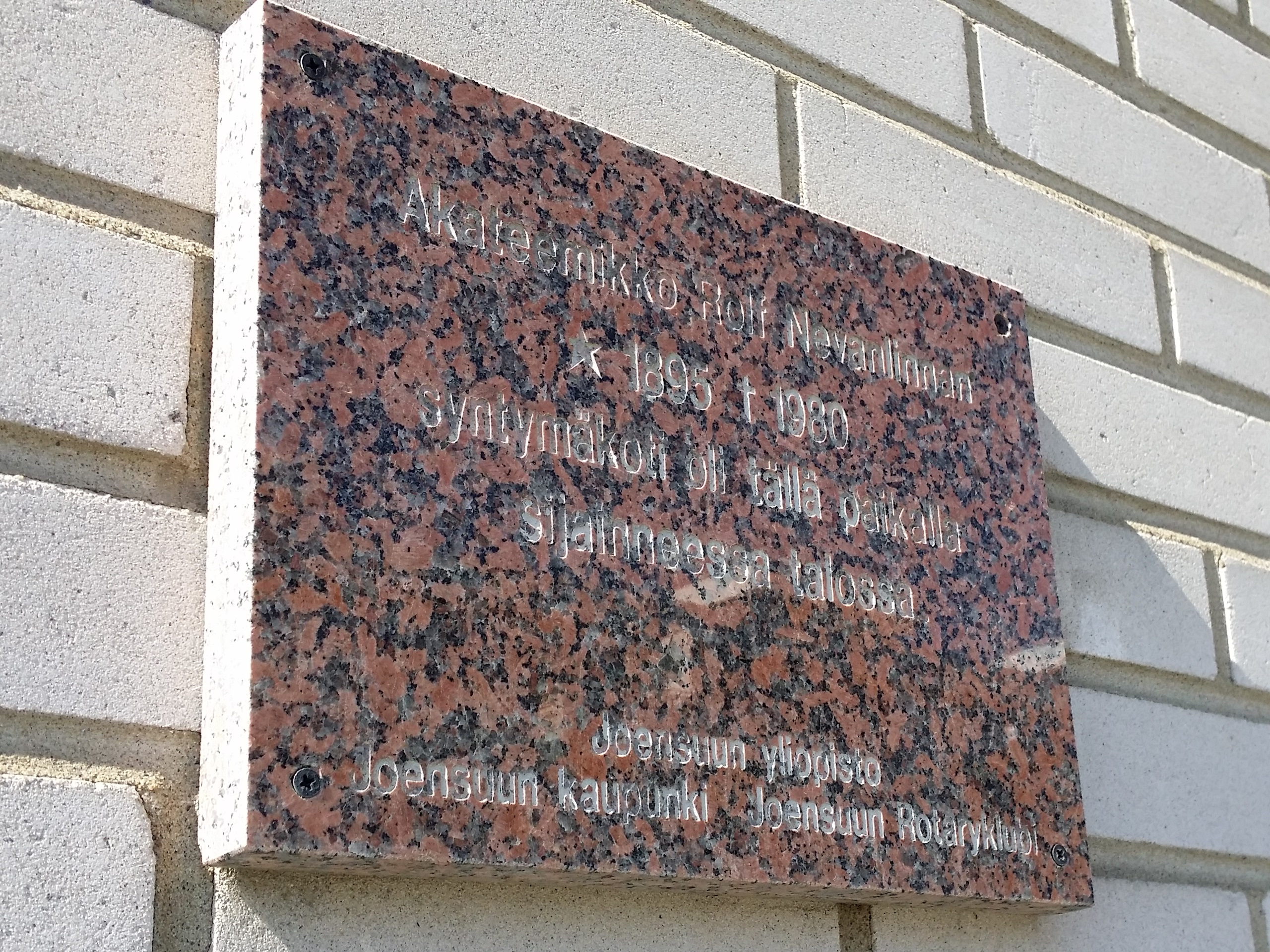
پلاک یادبود رولف نوانلینا، خانه‌ای که در آن متولد شد، کولوکاتو ۲۵، جوئنسو، فنلاند. «خانه محل تولد آکادمیسین رولف نوانلینا (۱۸۹۵–۱۹۸۰)، در این مکان قرار داشت.»

زمانی که جنگ زمستانی شروع شد (۱۹۳۹)، از نوانلینا دعوت شد تا به اداره بالستیک ارتش فنلاند پیوسته و در بهبود جدول‌های پرتاب توپ‌خانه کمک کند. این جدول‌ها مبتنی بر نوعی از تکنیک محاسبه بود که توسط جنرال ولهو پیتر نینونین ترتیب شده بود، اما نوانلینا روشی جدید اختراع کرد که محاسبه را به‌طور قابل توجهی سریع‌تر می‌کرد. برای قدردانی از خدمت‌های او، نشان سلیب آزادی، درجه دو، برای وی اعطاء گردید و او تا آخر عمر این افتخار را با عزت ویژهٔ نگه می‌داشت.
برخی از حوزه‌های که نوانلینا بعداً به آن‌ها علاقه نشان داد شامل نظریه رویه‌های ریمانی (مونوگراف Uniformisierung در ۱۹۵۳ میلادی) و آنالیز تابعی (آنالیز مطلق در ۱۹۵۹ میلادی که در همکاری با برادرش فریتیوف نوشته شده‌است) بود. نوانلینا همچنین یک کتاب به زبان فنلاندی نوشت که حاوی مبانی هندسه و معلومات نیمه مشهور در مورد نظریه نسبیت بود. کتاب فنلاندی وی در مورد عناصر آنالیز مختلط، Funktioteoria (1963 میلادی) که به‌طور مشترک با ویکو پاتیرو نوشته شده‌است، به زبان‌های آلمانی، انگلیسی و روسی ترجمه شده‌است.
رولف نوانلینا حداقل بر ۲۸ رساله دکترا نظارت نمود. نخستین و مشهورترین دانشجوی وی، لارس آلفورس بود، یکی از دو دریافت‌کننده مدال فیلدز. پژوهشی که بر اساس آن به آلفورس این مدال داده شد (ثابت‌کردن حدس دنجوی که حالا به‌نام قضیه دنجوی-کارلمن-آلفورس شناخته می‌شود) قویاً مبتنی بر کار نوانلینا بود.
کارهای نوانلینا با تفویض مدارک علمی افتخاری توسط دانشگاه‌های ذیل مورد قدردانی قرار گرفت: دانشگاه هایدلبرگ، دانشگاه بخارست، دانشگاه گیستن، دانشگاه آزاد برلین، دانشگاه گلاسکو، دانشگاه اوپسالا، دانشگاه استانبول و دانشگاه ییواسکیلا. وی همچنین عضو افتخاری انجمن‌های آموزشی متعددی بود، از جمله انجمن ریاضی لندن و فرهنگستان علوم مجارستان. – کمربندی اصلی سیارک ۱۶۷۹ نیوانیلا، به افتخار وی نام‌گذاری شده‌است.

## فعالیت‌های اداری

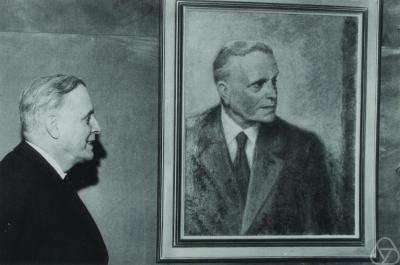
نوانلینا و پرتره خودش

از ۱۹۵۴ میلادی به بعد، رولف نوانلینا ریاست کمیتهٔ را بر عهده داشت که نخستین پروژه کامپیوتر را در فنلاند آغاز کردند.
رولف نوانلینا از ۱۹۵۹ تا ۱۹۶۳ میلادی به عنوان رئیس اتحادیه ملی ریاضی (IMU) و در ۱۹۶۲ میلادی به عنوان رئیس کنگره بین‌المللی ریاضی‌دانان خدمت کرد.
در ۱۹۶۴ میلادی، روابط نوانلینا با رئیس‌جمهوری اورهو ککونن، در تغییر کامل سازمان‌دهی آکادمی فنلاند بسیار کلیدی بود.
نوانلینا از ۱۹۶۵ تا ۱۹۷۰ میلادی رئیس دانشگاه تورکو بود.

## فعالیت‌های سیاسی
هرچند نوانلینا مشارکت فعالی در سیاست نداشت، اما وی به همدردی با جنبش مردم وطن‌پرست راست‌گرا مشهور است، از سوی هم وی قسماً به دلیل تبار نیمه-آلمانی خود با آلمان نازی نیز هم‌سویی داشت؛ پس از این‌که تعداد زیای از پروفسورهای ریاضی در اثر قوانین نورنبرگ از کارشان برکنار شدند، ریاضی‌دانانی که با سیاست‌های نازی هم‌سویی داشتند به‌جای آن‌ها استخدام گردیدند و نوانلینا سمتی را در میان سال‌های ۱۹۳۶ تا ۱۹۳۷ به عنوان پروفسور در دانشگاه گوتینگن پذیرفت. پس از این‌که فنلاند در ۱۹۴۴ میلادی با اتحاد جماهیر شوروی صلح کرد، هم‌دلی او با آلمان نازی باعث شد تا او از ریاست (رکتور) دانشگاه هلسینکی برکنار شود.